# Guillermo Peláez
Guillermo Peláez Álvarez (Oviedo, 1984) es un abogado, funcionario y político español. Actualmente es el consejero de Hacienda, Justicia y Fondos Europeos y portavoz del Consejo de Gobierno del Principado de Asturias. 

## Biografía
Es hijo de Hipólito Peláez, natural de Aller y exconcejal del ayuntamiento de Llanera y exsecretario general de la agrupación socialista de Llanera. Su padre fue destinado como funcionario de prisiones a Lugo (Galicia).En 2002 su padre conseguiría trasladarse a la prisión de Villabona (Llanera), por lo que la familia regresó a Asturias, si bien él se mantuvo en Galicia completando sus estudios.
Se licenció en Derecho (rama económico-empresarial) por la Universidad de Vigo en 2008, tras realizar un programa Erasmus en la Universidad de Perugia durante el curso 2006-2007. Posteriormente completó un máster en Políticas Públicas, Dirección Pública y Tributación en el Instituto de Estudios Fiscales y la Universidad Nacional de Educación a Distancia (2022).
Tras iniciarse en la abogacía como pasante en el Despacho del Letrado José Ramón Alonso de Oviedo, en el año 2010 emigró a Inglaterra para trabajar en la sede de la casa de apuestas Bet365 en Stoke-on-Trent. Regresó a Asturias en 2012 para fundar su propio despacho (Peláez Álvarez Abogados) y entre septiembre de 2012 y septiembre de 2014 presidió la asociación de jóvenes abogados asturianos para la defensa de los derechos e intereses de los consumidores y usuarios (DCU).
En 2016 ingresa por oposición en el Cuerpo Técnico de Hacienda, siendo destinado a Barcelona, concretamente a la Dependencia Regional de Inspección. Posteriormente, en 2020, aprueba las oposiciones al Cuerpo Superior de Inspectores de Hacienda del Estado con el número dos de su promoción, lo que le permite acceder a la Delegación Central de Grandes Contribuyentes en Madrid.

## Actividad política
En septiembre de 2014 anunció que se presentaba a las elecciones primarias de la Agrupación Municipal Socialista de Oviedo, retirándose en octubre de 2014 ante la imposibilidad de lograr los avales suficientes para concurrir.
En agosto de 2023 fue nombrado Consejero de Hacienda y Fondos Europeos del segundo Gobierno Barbón, siendo el miembro más joven del ejecutivo, con 39 años, y el 12 de enero de 2024 es nombrado por Adrián Barbón portavoz del Consejo de Gobierno del Principado de Asturias.